# Mendidius xerxes
Mendidius xerxes är en skalbaggsart som beskrevs av Rudolph Petrovitz 1963. Mendidius xerxes ingår i släktet Mendidius och familjen Aphodiidae. Inga underarter finns listade i Catalogue of Life.